# Włodowice (Silésie)
Pour les articles homonymes, voir Włodowice.
Włodowice est un village de la voïvodie de Silésie et du powiat de Zawiercie. Il est le siège de la gmina de Włodowice et comptait 1 248 habitants en 2010.